# Rita Bottiglieri
Rita Bottiglieri (Torre del Greco, 29 juni 1953) is een Italiaanse voormalige atlete, die was gespecialiseerd in de sprint.

## Loopbaan
Op de Olympische Spelen van 1976 in Montréal maakte Bottiglieri haar olympisch debuut met haar deelname aan de 400 m.
Op de Europese indoorkampioenschappen eindigde Bottiglieri driemaal bij de eerste drie: in 1977 behaalde zij het brons op de 60 m en de 60 m horden, terwijl zij een jaar later in Milaan op de 400 m de zilveren medaille veroverde.

## Titels
- Kampioene 100 m Middellandse Zeespelen - 1975
- Italiaans kampioene 100 m - 1975, 1976, 1977
- Italiaans kampioene 200 m - 1975, 1976, 1977
- Italiaans indoorkampioene 60 m - 1975
- Italiaans indoorkampioene vijfkamp - 1974

## Persoonlijke records
Outdoor
| Onderdeel    | Prestatie       | Datum             | Plaats  |
| ------------ | --------------- | ----------------- | ------- |
| 200 m        | 23,15 s (ex-NR) | 7 augustus 1977   | Třinec  |
| 400 m        | 52,24 s (ex-NR) | 20 juni 1977      | Turijn  |
| 400 m horden | 56,76 s (ex-NR) | 10 september 1980 | Bologna |

Indoor
| Onderdeel | Prestatie | Datum         | Plaats        |
| --------- | --------- | ------------- | ------------- |
| 60 m      | 7,34 s    | 13 maart 1977 | San Sebastián |
| 400 m     | 53,18 s   | 2 maart 1978  | Milaan        |

## Palmares

### 60 m
- 1975:  Italiaanse indoorkamp. – 7,48 s
- 1977:  EK indoor - 7,34 s
- 1978:  Italiaanse indoorkamp. – 7,47 s

### 100 m
- 1975:  Italiaanse kamp. – 11,5 s
- 1975:  Middellandse Zeespelen – 11,79 s
- 1976:  Italiaanse kamp. – 11,5 s
- 1977:  Italiaanse kamp. – 11,66 s

### 200 m
- 1975:  Italiaanse kamp. – 23,6 s
- 1976:  Italiaanse kamp. – 23,5 s
- 1977:  Italiaanse kamp. – 23,62 s

### 400 m
- 1975:  Middellandse Zeespelen - 53,34 s
- 1976: 6e in ¼ fin. OS – 52,51 s
- 1978:  EK indoor - 53,18 s

### 60 m horden
- 1977:  EK indoor - 8,39 s

### vijfkamp
- 1974:  Italiaanse indoorkamp. - 4214 p

- World Athletics: 14431360